# Södra Finlands län
Södra Finlands län (finska: Etelä-Suomen lääni) var ett län i Finland. Länet bildades 1998 och upphörde med utgången av år 2009, då Finlands indelning i län avskaffades. 
Det gränsade till Västra Finlands län och Östra Finlands län. Länet angränsar även till Finska viken och mot Ryssland.

## Historia
För historia, geografi och kultur, se Tavastland, Karelen och Nyland.
Vid länsreformen i Finland som genomfördes den 1 september 1997 reducerades antalet län i Finland från 12 till 6. Södra Finlands län skapades från de tidigare Nylands län, Kymmene län, samt de södra delarna av Tavastehus län.

## Administration
En länsstyrelse var en gemensam administrativ myndighet som leddes av sju olika ministerier. Länsstyrelsen i Södra Finlands län hade kontor på tre orter; huvudkontoret låg i Tavastehus, regionala tjänstekontor fanns i Helsingfors och Kouvola. Länshövdingen ledde länsstyrelsen. Omkring 380 personer arbetade på de olika kontoren.

## Landskap
Södra Finlands län var indelat i sex olika landskap (finska namn inom parentes):
- Södra Karelen (Etelä-Karjala)
- Päijänne-Tavastland (Päijät-Häme)
- Egentliga Tavastland (Kanta-Häme)
- Nyland (Uusimaa)
- Östra Nyland (Itä-Uusimaa)
- Kymmenedalen (Kymenlaakso)

Landskapen i Södra Finlands län var indelade i 72 kommuner.

## Heraldik
Länsvapnet skapades genom att man kombinerade vapnen för de historiska landskapen Tavastland, Karelen och Nyland.

## Kommuner 2009
| - Artjärvi - Asikkala - Askola - Buckila - Esbo - Forssa - Fredrikshamn - Grankulla - Gustav Adolfs - Hangö - Hattula - Hausjärvi - Heinola - Helsingfors - Hollola | - Humppila - Hyvinge - Hämeenkoski - Högfors - Imatra - Ingå - Itis - Janakkala - Jockis - Karislojo - Kervo - Klemis - Kotka - Kouvola - Kyrkslätt | - Kärkölä - Lahtis - Lappträsk - Liljendal - Lojo - Loppis - Lovisa - Luumäki - Miehikkälä - Mörskom - Mäntsälä - Nastola - Nummi-Pusula - Nurmijärvi - Orimattila | - Padasjoki - Parikkala - Pernå - Borgnäs - Borgå - Pyttis - Raseborg - Rautjärvi - Riihimäki - Ruokolax - Strömfors - Savitaipale - Sibbo - Sjundeå - Suomenniemi | - Sysmä - Taipalsaari - Tammela - Tavastehus - Träskända - Tusby - Vanda - Vichtis - Villmanstrand - Vederlax - Ylämaa - Ypäjä |

### Tidigare kommuner
| - Anjalankoski - Elimä - Hauho - Jaala - Joutseno - Kalvola | - Karis - Kuusankoski - Lampis - Pojo - Rengo - Saari | - Sammatti - Ekenäs - Tulois - Uguniemi - Valkeala - Veckelax |

## Landshövdingar
- Tuula Linnainmaa 1997–2003
- Anneli Taina 2003–2009